# Мирослав Шимковяк
Мирослав Шимковяк (пол. Mirosław Szymkowiak, нар. 12 листопада 1976, Познань) — польський футболіст, півзахисник.
Насамперед відомий виступами за клуби «Відзев» та «Вісла» (Краків), а також за національну збірну Польщі.

## Клубна кар'єра
У дорослому футболі дебютував 1992 року виступами за команду клубу «Олімпія» (Познань), в якій провів три сезони, взявши участь у 19 матчах чемпіонату. 
Своєю грою за цю команду привернув увагу представників тренерського штабу клубу «Відзев», до складу якого приєднався 1995 року. Відіграв за команду з Лодзя наступні п'ять сезонів своєї ігрової кар'єри. Більшість часу, проведеного у складі «Відзева», був основним гравцем команди.
У 2000 році уклав контракт з клубом «Вісла» (Краків), у складі якого провів наступні чотири роки своєї кар'єри гравця.  Граючи у складі краківської «Вісли» також здебільшого виходив на поле в основному складі команди.
Завершив професійну ігрову кар'єру у клубі «Трабзонспор», за команду якого виступав протягом 2005—2006 років.

## Виступи за збірну
У 1997 році дебютував в офіційних матчах у складі національної збірної Польщі. Протягом кар'єри у національній команді, яка тривала 10 років, провів у формі головної команди країни 33 матчі, забивши 3 голи.
У складі збірної був учасником чемпіонату світу 2006 року у Німеччині.

## Титули і досягнення
- Чемпіон Польщі (6):

«Відзев» (Лодзь): 1995-96, 1996-97
«Вісла» (Краків): 2000-01, 2002-03, 2003-04, 2004-05
- Володар Кубка Польщі (2):

«Вісла» (Краків): 2001-02, 2002-03
- Володар Кубка Польської Ліги (1):

«Вісла» (Краків): 2001
- Володар Суперкубка Польщі (2):

«Відзев» (Лодзь): 1996
«Вісла» (Краків): 2001
- Чемпіон Європи (U-16): 1993